# Dicranopteris furcata
Dicranopteris furcata là một loài dương xỉ trong họ Gleicheniaceae. Loài này được Underw. mô tả khoa học lần đầu tiên năm 1907.
Danh pháp khoa học của loài này chưa được làm sáng tỏ.